# 霍謝達尤河
霍謝達尤河是俄羅斯的河流，屬於阿濟瓦河的右支流，流經該國涅涅茨自治區和科密共和國，河道全長167公里，流域面積約2,630平方公里，河水主要來自融雪，每年十月至翌年六月結冰。